# Зе Ондо, Бенжамен
Бенджамин Зе Ондо (фр. Benjamin Zé Ondo; род. 18 июня 1987, Битам, Волю-Нтем) — габонский футболист, защитник.

## Клубная карьера
Профессиональную карьеру начал в 2009 году выступлениями за команду «Битам» из родного одноимённого города, в которой провел четыре сезона.
Летом 2013 году перебрался в Алжир, заключив контракт с местным клубом «ЕС Сетиф». 28 декабря этого же года дебютировал за команду в матче против «УСМ Алжир».

## Карьера в сборной
В 2011 году Бенджамин дебютировал за сборную Габона. В настоящее время он провёл за сборную 7 матча.
Был включен в состав сборной на Кубок африканских наций 2015 в |Экваториальной Гвинеи.

## Достижения
- Обладатель Лиги чемпионов КАФ: 2014
- Обладатель Суперкубка КАФ: 2015
- Чемпион Алжира: 2014/15